# Léon Gry
Pour les articles homonymes, voir Gry.
Monseigneur Léon Gry, né Léon Pierre François Gry à Rennes (Ille-et-Vilaine) le 1er octobre 1879 et mort le 18 septembre 1952 à Louvigné-du-Désert (Ille-et-Vilaine), est un théologien et bibliste français, grand érudit, historien et homme de lettres.

## Éléments biographiques
(5 septembre 2016).
- Fils de Eugène Louis Marie Gry et de Jeanne Marie Louise Augustine Delaunay
- Certificat d’études primaires à moins de 10 ans.
- Études au collège Saint-Martin de Rennes, baccalauréat ès lettre philosophie à 17 ans.
- À partir de 1896, grand séminaire de Rennes
- En 1900, n'étant encore que minoré, il fut envoyé à l'Université catholique d'Angers comme étudiant à la faculté de théologie.
- Licence de théologie en juillet 1901
- Ordination sacerdotale le 6 juin 1903
- Études linguistiques à l'université de Fribourg, études de l'hébreu, de l'assyrien, l'araméen, le syriaque et l'éthiopien.
- Thèse en théologie sur Le Millénarisme dans ses origines et son développement en 1904
- Premier docteur en sciences bibliques en 1906 à la nouvelle École biblique que vient de créer le pape Pie X avec une thèse sur les paraboles d'Enoch
- Études à l'École biblique et archéologique française de Jérusalem qui vient d'ouvrir. Il étudie l'assyrien avec le Père Édouard Dhorme, l'arabe et le minéo-sabéen sous la direction du Père Janssen. Après de nombreux voyages faits précédemment en Angleterre, en Allemagne, en Autriche et en Italie, ce séjour à Jérusalem lui permet de connaître les pays de la Bible et de l'ancien Orient : il en profite pour visiter l'Égypte et ses fouilles jusqu'à Eléphantine, toute la Palestine de Dan à Bersabée.
- Professeur d'Histoire juive et de langues sémites (assyro-babylonien, éthiopien, araméen) à la faculté de théologie de l'Université catholique d'Angers de 1909 à 1921
- Recteur de l'Université catholique d'Angers, où il est nommé « Monseigneur »
- Retraite à Louvigné-du-Désert en 1934 et grand ami de l'architecte Hyacinthe Perrin.
- Travail inachevé sur "les Dires secrets de Baruch"

Mgr Gry était membre de la Royal Asiaic Society, de l'American Oriental Society, de la Deutsche Morgenlandische Gesellschaft, de la Vorderasiatische Gesellschaft, et un des vice-présidents de l'International Society of Apocrypha.

## Éléments bibliographiques

### Ouvrages
- Le Millénarisme dans ses origines et son développement. Paris, Picard et fils, 1904.
- Séjours et habitats divins, d'après les apocryphes de l'Ancien Testament. Paris, Picard, 1910.
- Les Paraboles d'Hénoch et leur humanisme. Paris, Picard, 1908.
- Éléments de grammaire assyrienne. Angers, 1909-1910.
- Les Paraboles d'Hénoch et leur messianisme. Paris, A. Picard et fils , 1910.
- Le Magnificat. St Brieuc, 1911.
- Osée VII, 3 ss et les dernières années de Samarie. Paris, Gabalda, 1913.
- La Mère de Jésus aux noces de Cana. Vannes, 1914.
- Ma douleur s'endort. Journée de réflexion d'un blessé à l'hôpital. Paris, Vitte, 1918.
- Israélites en Assyrie, Juifs en Babylonie. Paris, Geuthner, 1923.
- Les Dires prophétiques d’Esdras (IV Esdras). 2 volumes, Paris, Geuthner, 1938.
- La mort du Messie en IV Esdras. In Mémorial Lagrange pour le cinquantenaire à l’École biblique et archéologique française de Jérusalem. Gabalda, 1940.
- La date de la parousie d'après l'"Epistula aposttolorum". Paris, Gabalda, 1940.
- La dénomination messianique "Fils de l'Homme" dans la Bible et les apocryphes éthiopiens. Angers, A. Berdie et Cie.

### Articles
- Une capitale d'un jour : El Amarna. Revue des Facultés Catholiques de l'Ouest, 1909-1910, 503-525.
- Une Saint-Sylvestre au pays de Moab. Revue des Facultés Catholiques de l'Ouest, 1910-1911, 667-679.
- L'œuvre exégétique de Théodore de Mopsueste. Revue des Facultés Catholiques de l'Ouest, 1913-1914, 567-572.
- Les chapitres XI et XII de l'Apocalypse. Revue Biblique, avril 1922, 203-214.
- La date de la fin des temps, selon les révélations ou les calculs du pseudo Philon et de Baruch. Revue Biblique, t. XLVIII, 1939, 337-356.
- Mystique gnostique (juive et chrétienne) en finale des "paraboles" d'Hénoch. Museum, 1939, L.II, 337-378.
- Essai sur la plus ancienne teneur et la fortune du Catalogue des Signes de la Fin. Sciences philosophiques et théologiques, 1940, 264-279.
- Le Papias des belles promesses messianiques. Vivre et penser, 3e série, 1944, 112-124.

### Sur Léon Gry
- Mgr J. Pasquier. Éloge funèbre de Monseigneur Léon, Pierre, François GRY. 17 novembre 1953.
- Marcel Jousse. Léon Gry et la Vérification du Formulisme. Cours du 19 décembre 1939 à l’École des hautes études (Thème de l’année Les Rythmes de l'Apocalypse d'Esdras et le Style oral palestinien.)
- J. A. Montgomery. Les dires prophétiques d'Esdras by L. Gry. Journal of Biblical Literature, Vol. 60, No. 2 (Jun., 1941), p. 201-203